# My (román)
My (v ruském originále Mы) je antiutopický román, napsaný v roce 1920 autorem Jevgenijem Zamjatinem. Je jedním z autorových nejlepších děl. Bylo napsáno dříve než jiné antiutopické romány, jako Konec civilizace, Farma zvířat, 1984 apod. a většinu pozdějších románů také ovlivnilo. Román varuje před odlidštěním, mravním vakuem a umrtvením myšlení.
V češtině vyšel román poprvé roku 1927 v překladu Václava Koeniga.

## Děj a jeho stručný rozbor
Vypravěčem je hlavní konstruktér Integrálu, vesmírné lodi, která má šířit myšlenku Jednotného státu na další planety za každou cenu. Kniha má formu jeho zápisků pro někoho dalšího, poselství pro neznámého čtenáře. Hlavní konstruktér sám hodnotí stejné události různě podle toho, jak se vyvíjí jeho smýšlení. Někdy je jen jejich svědkem a jindy píše sám o sobě a o svých pocitech. Celý příběh se odehrává v Jednotném státě vzniklém po dvousetleté válce v třetím tisíciletí. Lidé už netrpí bídou ani hladem a všichni jsou zaměstnaní. Vše, co se děje, podléhá přísné kontrole. Například poštu čte domovnice, která ji v případě pochybností odnese na Úřad strážců, jenž na vše dohlíží a všechno kontroluje.
Je velmi zajímavé, jak Zamjatin pojal jednotlivé lidi. Nikdo nemá jméno, nýbrž jenom číslo. Ženy jsou pojmenovány samohláskami, např. I-330 a muži souhláskami, např. hlavní hrdina je D-503. Tím je naprosto setřena jakákoliv individualita jedince a není žádné já, ale jen my. Jedinou výjimku udělal autor u nejvyššího činitele Jednotného státu – Dobroditele. Všichni žijí v prosklených domech, aby nemohli nic skrývat před ostatními. Vstávají každý den všichni ve stejnou minutu, stejně odcházejí do práce a stejně jdou i spát. Na každé sousto při jídle mají předepsaných padesát skousnutí. Mají vyhrazeny i hodiny pro sex, na které si oba partneři musí vyžádat růžové papírky – povolenky. Pak si mohou na hodinu stáhnout závěsy. Ti, kteří bez povolení zplodí dítě, jsou popraveni Strojem. Důležitým prvkem pro odosobnění jsou také unify (uniformy), které dokonale stírají i poslední rozdíly mezi lidmi. Vůle kolektivu určovaná totalitním Dobroditelem zcela vytlačuje svobodu lidského myšlení. Postupem času se v Jednotném státě objeví několik jedinců, kteří jsou nespokojeni s děním a pokusí se o převrat. Revoluce se však nepovede, hlavní organizátoři jsou popraveni a ostatním je z mozku vyoperována fantazie do posledního kousku a může zavládnout všeobecné absolutní štěstí.
Spisovatel rozehrává v knize střet světa entropie se světem energie. Na jedné straně je svět nesvobodný, ale přesný – svět entropie. (Hlavní postava, D-503, je nadšeným a loajálním občanem Jednotného státu.) Jeho protikladem je svět energie, plný lásky, fantazie, touhy, vášně... (O něm si D-503 myslí, že je nesprávný a nepravý, ale je do něj vtahován vlastním talentem vědce a možnostmi seberealizace. Lákají ho city, kterým nerozumí – láska k I-330, jež ho však jen využívá). V průběhu děje se tyto dvě linie střetávají a hlavnímu hrdinovi se převrací jeho pohled na svět. Ne však definitivně. V rozhodující fázi pokusu o převrat je D-503 předvolán „na kobereček“ k Dobroditeli, po krátké filozofické rozmluvě je hlavní konstruktér podroben „ozdravné“ operaci. Zbaven emocí s čistým svědomím udá své přátele a navrací se jako poslušná ovečka do stáda občanů Jednotného státu.

## Zpracování

### Rozhlasové zpracování
Román byl zpracován v roce 2018 v Českém rozhlasu Olomouc jako patnáctidílná četba na pokračování. Překlad: Vlasta a Jaroslav Tafelovi, čte: Petr Kubes, režie: Tomáš Soldán.

### Televizní a filmová zpracování
Z románu vycházel německý TV film My (Wir), jejž natočil Vojtěch Jasný. V roce 2016 román zpracoval krátký experimentální film The Glass Fortress od francouzského režiséra Alaina Bourreta. Do konce roku 2021 by mělo vyjít také ruské zpracování My (Мы) od původně arménského režiséra Gamleta Duljana.